# Violet y Finch
Violet y Finch —título original All the Bright Places— es una película de drama y romance para adolescentes dirigida por Brett Haley, a partir de un guion de Jennifer Niven y Liz Hannah, basada en la novela del mismo nombre de Niven. Es protagonizada por Elle Fanning, Justice Smith, Alexandra Shipp, Kelli O'Hara, Lamar Johnson, Virginia Gardner, Felix Mallard, Sofia Hasmik, Keegan-Michael Key y Luke Wilson. 
Fue estrenada el 28 de febrero de 2020 por Netflix.

## Argumento
La historia de dos jóvenes con profundos problemas emocionales,  Violet intenta superar la muerte de su hermana mayor, quien falleció en un accidente automovilístico. Finch intenta poner su vida en orden después de años de abuso físico por parte de su padre y la continua ausencia de su madre teniendo como única constante a su hermana.
A lo largo de la historia se ven los problemas que ambos atraviesan, y cómo se arrastran a lugares donde no quieren estar, intentando ayudar y rescatar al otro.
Esta relación es tan inestable y tormentosa haciendo que Violet se enfoque en intentar arreglarlo, acercándose de nuevo a sus padres teniendo una relación abierta y expresando lo que siente.
Presenta el informe por el cual se volvió pareja de Finch, dando a entender lo trascendental que fue para ella la forma en que él vivió su vida y cómo no se percató de lo profundo de su dolor, pero también apreciando cómo él le enseñó a seguir adelante.

## Reparto
- Elle Fanning como Violet Markey.
- Justice Smith como Theodore Finch.
- Alexandra Shipp como Kate Finch.
- Kelli O'Hara como Sheryl Markey.
- Lamar Johnson como Charlie.
- Virginia Gardner como Amanda.
- Felix Mallard como Roamer.
- Sofia Hasmik como Brenda.
- Keegan-Michael Key como Embry.
- Luke Wilson como James Markey.

## Producción
En julio de 2015, se anunció que Elle Fanning protagonizaría All the Bright Places, con la autora Jennifer Niven escribiendo el guion adaptado. En julio de 2015, se anunció que Miguel Arteta dirigiría la película. En julio de 2018, Justice Smith se unió al elenco de la película, con Brett Haley reemplazando a Arteta como director, y Liz Hannah coescribiendo el guion con Niven. Echo Lake Entertainment y FilmNation Entertainment produjeron la película, con Fanning, Paula Mazur, Mitchell Kaplan, Doug Mankoff, Andrew Spaulding y Brittany Kahn como productores, mientras que Hannah se desempeñó como productora ejecutiva.
En octubre de 2018, Alexandra Shipp, Keegan-Michael Key, Luke Wilson, Kelli O'Hara, Virginia Gardner, Felix Mallard, Lamar Johnson y Sofia Hasmik se unieron al elenco de la película, con Netflix distribuyéndola. La fotografía principal comenzó el 4 de octubre de 2018 en Elyria, Ohio.

## Estreno
La película fue estrenada el 28 de febrero de 2020.